# 하타역 (효고현)
하타역(일본어: 葉多駅, はたえき)은 일본 효고현 오노시에 있는 고베 전철 아오 선의 역이다. 역 번호는 KB58이다. 고베 전철의 관리역에서는 최서단 역이다.

## 역사
- 1952년 4월 10일: 전철 오노 역(현, 오노 역) ~ 아오 역 구간 연장 개통과 동시에 영업 개시.

## 역 구조
단선 승강장 1면 1선의 지평역이다. 승강장 유효 길이는 4량이고, 오노 방향에 임시 역사와 개찰구가 있다.

## 역 주변
- 효고 현립 오노 공업 고등학교

## 인접역
| 고베 전철 아오 선       | 고베 전철 아오 선           | 고베 전철 아오 선   |
| ----------------------- | --------------------------- | ------------------- |
| KB57 오노 신카이치 방면 | ■ 쾌속 ■ 급행 ■ 준급 ■ 보통 | 아오 KB59 아오 방면 |